# Txadàievka (Líssie Gori)
|  | Per a altres significats, vegeu «Txadàievka». |

Txadàievka (en rus: Чадаевка) és un poble del districte municipal de Líssie Gori, a l'óblast de Saràtov, Rússia. Segons el cens del 2010 tenia 370 habitants.